# Aphirape
Aphirape is een geslacht van spinnen uit de familie springspinnen (Salticidae).

## Soorten
De volgende soorten zijn bij het geslacht ingedeeld:
- Aphirape ancilla (C. L. Koch, 1846)
- Aphirape boliviensis Galiano, 1981
- Aphirape flexa Galiano, 1981
- Aphirape gamas Galiano, 1996
- Aphirape misionensis Galiano, 1981
- Aphirape riojana (Mello-Leitão, 1941)
- Aphirape riparia Galiano, 1981
- Aphirape uncifera (Tullgren, 1905)